# Incasemidalis meinanderi
Incasemidalis meinanderi là một loài côn trùng trong họ Coniopterygidae thuộc bộ Neuroptera. Loài này được Adams miêu tả năm 1973.